# Tỉnh ủy Ninh Bình
Tỉnh ủy Ninh Bình hay còn được gọi Ban chấp hành Đảng bộ tỉnh Ninh Bình, hay Đảng ủy tỉnh Ninh Bình. Là cơ quan lãnh đạo cao nhất của Đảng bộ tỉnh Ninh Bình giữa hai kỳ đại hội đại biểu Đảng bộ tỉnh.
Đứng đầu Tỉnh ủy là Bí thư Tỉnh ủy và thường là ủy viên Ban chấp hành Trung ương Đảng. Bí thư Tỉnh ủy Ninh Bình hiện nay là ông Trương Quốc Huy.

## Lịch sử

### Trước 1930
Trước khi Đảng Cộng sản Việt Nam ra đời, tại Ninh Bình đã thành lập lên nhiều tổ chức cộng sản. Giữa năm 1927, Nguyễn Văn Hoan được kỳ bộ Hội Việt Nam Cách mạng Thanh niên tại Bắc Kỳ (kỳ bộ Bắc Kỳ) cử về Ninh Bình gây dựng cơ sở cách mạng. Tháng 9 năm đó, chi bộ Việt Nam Cách mạng Thanh niên tại Ninh Bình được thành lập, Lương Văn Thăng được cử làm bí thư.
Sau khi chi bộ đầu tiên của Hội Việt Nam Cách mạng Thanh niên được thành lập tại Ninh Bình, hàng loạt các chi bộ khác được thành lập, tính đến năm 1929 có các chi bộ sau: Lũ Phong (Nho Quan), Côi Trì (Yên Mô), Trường Yên (Gia Viễn).
Do tình hình phức tạp cũng như sự chia rẽ trong Hội Việt Nam Cách mạng Thanh niên. Tháng 6/1929 Đông Dương Cộng sản Đảng ra đời tại Hà Nội. Các chi bộ Hội tại Ninh Bình được chuyển thành chi bộ Đảng. Ngày 24/6/1929 chi bộ Đông Dương Cộng sản Đảng tại Lũ Phong ra đời, sau đó lần lượt đến chi bộ Đảng Côi Trì và chi bộ Đảng Trường Yên được thành lập.
Tháng 10/1929, Tỉnh ủy lâm thời Đông Dương Cộng sản Đảng Ninh Bình được thành lập. Trong thời gian này tỉnh ủy lâm thời lãnh đạo nhiều phong trào cách mạng trên tỉnh như cắm cờ búa liềm, rải truyền đơn... ra báo "Dân cày". Sau các phong trào cách mạng, thực dân Pháp bắt bớ đàn áp dã man, các đảng viên đa số bị bắt gần hết, phong trào cách mạng của tỉnh bị tê liệt.

### 1930-1945
Sau khi Đảng Cộng sản Việt Nam ra đời, các phong trào cách mạng được khôi phục. Đầu năm 1931, tỉnh ủy viên Nam Định Nguyễn Doãn Chấp được Xứ ủy Bắc Kỳ cử phụ trách cách mạng Ninh Bình.
Sau khi chính trường Pháp thay đổi năm 1938, nhận thấy là thời cơ chín muồi, các cơ sở Đảng tại các huyện Gia Viễn, Nho Quan, Gia Khánh, Yên Mô tổ chức Đại hội Đại biểu Đảng bộ toàn tỉnh Ninh Bình. Đại hội đã bầu ra Tỉnh ủy Ninh Bình và bí thư tỉnh ủy.
Thế chiến 2 bùng nổ, chính trị Pháp thay đổi. Tại Đông Dương chính quyền thực dân thẳng tay đàn áp cách mạng. Tỉnh ủy viên bị bắt gần hết, tỉnh ủy buộc giải thể.
Đầu năm 1942, Xứ ủy Bắc Kỳ cử Phan Lang phụ trách phong trào cách mạng tỉnh. Ban cán sự Đảng tỉnh Ninh Bình được thành lập.
Đầu tháng 5/1945, đồng chí Trần Quý Kiên (tức Đinh Xuân nhạ) Được Xứ ủy Bắc Kỳ cử về trực tiếp chỉ đạo phong trào cách mạng tỉnh Ninh Bình, thị sát huyện Yên Khánh nắm thực lực phong trào cách mạng, chuẩn bị cho Khởi Nghĩa . 15/5/1945 đồng chí Trần Quý Kiên đại diện cho Xứ ủy Bắc Kỳ triệu tập hội nghị tại thôn Sài ( Nho Quan - Ninh Bình) thành lập tỉnh ủy lâm thời Ninh Bình gồm 6 đồng chí : Lê Thành Nguyễn Thị Hòa, Nguyễn Văn Ất, Phạm Văn Hồng, Phan Long.  Đặng Văn Vệ .do đồng chí Lê Thành (tức Nguyễn văn Mộc ) làm bí thư, cử thêm đồng chí Lương Nhân (một đồng chí vừa tù ra) phụ trách về quân sự. Hội nghị kiểm tra đánh giá phong trào và quyết định phát hành phong trào chống thuế rộng rãi, mạnh mẽ.Thực hiện chủ trương của Tỉnh ủy, các chi bộ chủ động tổ chức đấu tranh giành chính quyền vào 8.1945 thành công tại địa phương.

### 1945-1954
Sau cách mạng tháng 8, tỉnh ủy lâm thời đã tổ chức bộ máy chính quyền địa phương. Ngày 6/1/1946, tại Ninh Bình đã tổ chức bầu đại biểu Quốc hội khóa I. Từ giữa năm 1946, tỉnh ủy tổ chức chỉ đạo thành lập các Hội Liên hiệp quốc dân Việt Nam ở tỉnh, huyện và cơ sở.
Toàn quốc kháng chiến nổ ra, tỉnh ủy tổ chức tuyên truyền cho nhân dân địa phương về cuộc kháng chiến toàn quốc. Trong thời gian từ 1947-1949 tỉnh ủy thành lập các đơn vị quân kháng chiến chính quy và dân quân, tính đến cuối năm 1948 có hơn 40000 quân chính quy và dân quân.
Giữa năm 1947, quân đội Pháp sau khi tấn công Nam Định chuyển mục tiêu tấn công Ninh Bình. 2 bên giằng co và chiếm các khu vực khác nhau tại địa phương. Trong thời gian từ 1947-1954, tuy là khu vực giao tranh ác liệt giữa 2 bên nhưng tỉnh Ninh Bình vẫn là hậu phương cho các mặt trận khác.
Ngày 30/6/1954 sau khi bại trận tại Điện Biên Phủ, quân đội Pháp rút khỏi tỉnh. Sau ngày giải phóng, Tỉnh ủy đã khẩn trương thành lập ban tiếp thu vùng mới giải phóng.

### 1954-nay
Hội nghị lần thứ 24 Ban Chấp hành Trung ương Đảng khóa III quyết định giải thể Trung ương Cục miền Nam, giải thể các Khu ủy ở cả hai miền. Ngày 28/9/1975, Bộ Chính trị ra Nghị quyết số 245-NQ/TW về việc bỏ đơn vị hành chính cấp khu, hợp nhất một số tỉnh. Ngày 9/12/1975, Ban Bí thư Trung ương Đảng ra Quyết định số 2505-NQNS/TW chỉ định Ban Chấp hành tỉnh Đảng bộ Nam Hà-Ninh Bình hợp nhất. Ngày 1/1/1976 Tỉnh ủy lâm thời Hà Nam Ninh chính thức hoạt động.
Ngày 21/4/1977, Đại hội Đảng bộ tỉnh Hà Nam Ninh lần thứ I (vòng 2) được tiến hành tại Hội trường 3-2 thành phố Nam Định. Đại hội đã bầu ra Ban Chấp hành Đảng bộ tỉnh Hà Nam Ninh.
Để phù hợp và đáp ứng với tình hình và nhiệm vụ trong giai đoạn mới, tại kỳ họp thứ 10 ngày 26/12/1991 Quốc hội khoá VIII đã thông qua Nghị quyết về điều chỉnh phân định lại địa giới một số tỉnh, chia tách tỉnh Hà Nam Ninh thành hai tỉnh là Ninh Bình và Nam Hà.
Ngày 10/3/1992, Bộ Chính trị ra Quyết định số 224-NS/TW chỉ định Ban Chấp hành lâm thời Đảng bộ tỉnh Ninh Bình. Tỉnh ủy lâm thời Ninh Bình hoạt động ngay sau khi quyết định được công bố.
Từ ngày 6 đến ngày 8/8/1992 Đại hội Đại biểu Đảng bộ tỉnh Ninh Bình lần thứ XII được tổ chức tại Nhà văn hoá trung tâm tỉnh. Đại hội đã bầu ra Ban Chấp hành Đảng bộ tỉnh Ninh Bình.
Năm 2025, Tỉnh ủy Ninh Bình được hợp nhất với Tỉnh ủy Hà Nam và Tỉnh ủy Nam Định thành Tỉnh ủy Ninh Bình mới.

## Tổ chức
- Các cơ quan, ban Đảng:
  - Ban Tổ chức Tỉnh ủy
  - Ban Tuyên giáo và Dân vận Tỉnh ủy
  - Ủy ban Kiểm tra Tỉnh ủy [6]
  - Văn phòng Tỉnh ủy
  - Báo và Đài phát thanh - truyền hình tỉnh
  - Trường Chính trị tỉnh[7]
- Các Đảng ủy trực thuộc Tỉnh ủy:
  - Đảng ủy Công an tỉnh
  - Đảng ủy Quân sự tỉnh
  - Đảng ủy các cơ quan Đảng tỉnh
  - Đảng ủy UBND tỉnh
  - Đảng ủy 129 xã, phường trên địa bàn tỉnh Ninh Bình [8]

## Các kỳ Đại hội Đại biểu Đảng bộ
| Đại hội Đại biểu Đảng bộ | Lần thứ       | Thời gian     | Địa điểm                                     | Bí thư            | Ghi chú |
| ------------------------ | ------------- | ------------- | -------------------------------------------- | ----------------- | ------- |
| Tỉnh Ninh Bình           | I             | 8/1938        | Thôn Đồi Dâu (Nho Quan)                      | Đinh Tất Miễn     |         |
| Tỉnh Ninh Bình           | II            | 12/1946       | Thôn Phúc Am (Gia Khánh)                     | Trịnh Khắc Dần    |         |
| Tỉnh Ninh Bình           | III           | 2/1948        | Thôn Đoan Bình (Gia Viễn) Thôn Ác (Nho Quan) | Trần Quang Bình   |         |
| Tỉnh Ninh Bình           | IV            | 4/1949        | Gia Khánh                                    | Hoàng Văn Tiến    |         |
| Tỉnh Ninh Bình           | V             | 3/1951        | Nho Quan                                     | Hoàng Văn Tiến    |         |
| Tỉnh Ninh Bình           | VI            | 8/1952        | Thôn Đam Khê (Gia Khánh)                     | Nguyễn Văn Đào    |         |
| Tỉnh Ninh Bình           | VII           | 1/1959        | Thị xã Ninh Bình                             | Phan Điền         |         |
| Tỉnh Ninh Bình           | VIII (vòng 1) | 6/1960        | Thị xã Ninh Bình                             |                   |         |
| Tỉnh Ninh Bình           | VIII (vòng 2) | 2/1961        | Thị xã Ninh Bình                             | Vũ Thơ            |         |
| Tỉnh Ninh Bình           | IX            | 8/1963        | Thị xã Ninh Bình                             | Nguyễn Thanh      |         |
| Tỉnh Ninh Bình           | X             | 5/1969        | Trường Yên (Gia Khánh)                       | Nguyễn Thanh      |         |
| Tỉnh Ninh Bình           | XI            | 4/1975        | Ninh Mỹ (Gia Khánh)                          | Tạ Quang          |         |
| Tỉnh Hà Nam Ninh         | I             | 21-30/4/1977  | Nam Định                                     | Phan Điền         | vòng 2  |
| Tỉnh Hà Nam Ninh         | II            | 26-30/11/1979 | Nam Định                                     | Tạ Hồng Thanh     |         |
| Tỉnh Hà Nam Ninh         | III           | 25-29/3/1983  | Nam Định                                     | Nguyễn Văn An     | vòng 2  |
| Tỉnh Hà Nam Ninh         | IV            | 21-25/10/1986 | Nam Định                                     | Nguyễn Văn An     |         |
| Tỉnh Ninh Bình           | XVI           | 8/1992        | Thị xã Ninh Bình                             | Tô Xuân Toàn      |         |
| Tỉnh Ninh Bình           | XVII          | 6/1996        | Thị xã Ninh Bình                             | Tô Xuân Toàn      |         |
| Tỉnh Ninh Bình           | XVIII         | 1/2001        | Thị xã Ninh Bình                             | Phạm Minh Tuyên   |         |
| Tỉnh Ninh Bình           | XIX           | 12/2005       | Thị xã Ninh Bình                             | Đinh Văn Hùng     |         |
| Tỉnh Ninh Bình           | XX            | 11/2010       | Thành phố Ninh Bình                          | Đinh Tiến Dũng    |         |
| Tỉnh Ninh Bình           | XXI           | 9/2015        | Thành phố Ninh Bình                          | Nguyễn Thị Thanh  |         |
| Tỉnh Ninh Bình           | XXII          | 10/2020       | Thành phố Ninh Bình                          | Nguyễn Thị Thu Hà |         |

## Bí thư tỉnh ủy
| STT | Tên               | Nhiệm kỳ       | Chức vụ                                                                                   | Ghi chú                           |
| --- | ----------------- | -------------- | ----------------------------------------------------------------------------------------- | --------------------------------- |
| 1   | Nguyễn Văn Hoan   | 10-11/1929     | Bí thư Tỉnh ủy lâm thời Đông Dương Cộng sản Đảng Ninh Bình                                |                                   |
| 2   | Đinh Tất Miễn     | 8/1938-9/1939  | Bí thư Tỉnh ủy Ninh Bình                                                                  |                                   |
| 3   | Phan Lang         | 1942-8/1943    | Trưởng ban cán sự Đảng tỉnh Ninh Bình                                                     |                                   |
| 4   | Vũ Thơ            | 8/1943-6/1944  | Trưởng ban cán sự Đảng tỉnh Ninh Bình                                                     |                                   |
| 5   | Trần Kiên         | 6/1944-4/1945  | Trưởng ban cán sự Đảng tỉnh Ninh Bình                                                     |                                   |
| 6   | Nguyễn Văn Mộc    | 5/1945-1946    | Bí thư Tỉnh ủy lâm thời Ninh Bình                                                         |                                   |
| 7   | Giang Sơn Tú      | 1946           | Bí thư Tỉnh ủy Ninh Bình                                                                  |                                   |
| 8   | Trịnh Khắc Dần    | 1946-1947      | Bí thư Tỉnh ủy Ninh Bình                                                                  |                                   |
| 9   | Trần Quang Bình   | 1947-1948      | Bí thư Tỉnh ủy Ninh Bình                                                                  |                                   |
| 10  | Đỗ Mười           | 1948           | Bí thư Tỉnh ủy Ninh Bình                                                                  |                                   |
| 11  | Hoàng Văn Tiến    | 1949-1951      | Bí thư Tỉnh ủy Ninh Bình                                                                  |                                   |
| 12  | Lê Tùng           | 1951           | Bí thư Tỉnh ủy Ninh Bình                                                                  |                                   |
| 13  | Nguyễn Văn Đào    | 1952           | Bí thư Tỉnh ủy Ninh Bình                                                                  |                                   |
| 14  | Lê Minh Đạm       | 1952-1953      | Bí thư Tỉnh ủy Ninh Bình                                                                  |                                   |
| 15  | Phạm Văn Hồng     | 3/1953-9/1954  | Bí thư Tỉnh ủy Ninh Bình                                                                  |                                   |
| 16  | Phan Điền         | 10/1954-1/1956 | Bí thư Tỉnh ủy Ninh Bình                                                                  |                                   |
| 17  | Nguyễn Thanh      | 1957-1958      | Bí thư Tỉnh ủy Ninh Bình                                                                  |                                   |
| 16  | Phan Điền         | 1/1959-2/1961  | Bí thư Tỉnh ủy Ninh Bình                                                                  |                                   |
| 4   | Vũ Thơ            | 2/1961-8/1963  | Bí thư Tỉnh ủy Ninh Bình                                                                  |                                   |
| 17  | Nguyễn Thanh      | 8/1963-4/1975  | Bí thư Tỉnh ủy Ninh Bình                                                                  |                                   |
| 18  | Tạ Quang          | 4/1975-2/1976  | Bí thư Tỉnh ủy Ninh Bình                                                                  |                                   |
| 16  | Phan Điền         | 2/1976-11/1978 | Bí thư Tỉnh ủy Hà Nam Ninh                                                                |                                   |
| 19  | Tạ Hồng Thanh     | 11/1978-1982   | Ủy viên Trung ương Đảng Bí thư Tỉnh ủy Hà Nam Ninh                                        |                                   |
| 20  | Nguyễn Văn An     | 1983-1987      | Ủy viên Trung ương Đảng Bí thư Tỉnh ủy Hà Nam Ninh                                        |                                   |
| 21  | Bùi Xuân Sơn      | 1987-1992      | Bí thư Tỉnh ủy Hà Nam Ninh                                                                |                                   |
| 22  | Tô Xuân Toàn      | 4/1992-1/2001  | Ủy viên Trung ương Đảng Bí thư Tỉnh ủy Ninh Bình                                          | Ủy viên Trung ương Đảng từ 1994   |
| 23  | Phạm Minh Tuyên   | 1/2001-1/2006  | Ủy viên Trung ương Đảng Bí thư Tỉnh ủy Ninh Bình                                          |                                   |
| 24  | Đinh Văn Hùng     | 1/2006-10/2010 | Ủy viên Trung ương Đảng Bí thư Tỉnh ủy Ninh Bình                                          |                                   |
| 25  | Đinh Tiến Dũng    | 10/2010-8/2011 | Ủy viên Trung ương Đảng Bí thư Tỉnh ủy Ninh Bình                                          |                                   |
| 26  | Bùi Văn Nam       | 8/2011-8/2013  | Ủy viên Trung ương Đảng Bí thư Tỉnh ủy Ninh Bình                                          |                                   |
| 27  | Nguyễn Thị Thanh  | 8/2013-4/2020  | Ủy viên Trung ương Đảng Bí thư Tỉnh ủy Ninh Bình                                          | 2013-2016 là Ủy viên dự khuyết TW |
| 28  | Nguyễn Thị Thu Hà | 4/2020-3/2023  | Ủy viên Trung ương Đảng Bí thư Tỉnh ủy Ninh Bình                                          |                                   |
| 29  | Đoàn Minh Huấn    | 3/2023-6/2025  | Ủy viên Trung ương Đảng Bí thư Tỉnh ủy Ninh Bình                                          |                                   |
| 30  | Trương Quốc Huy   | 7/2025-nay     | Bí thư Tỉnh ủy đầu tiên của tỉnh Ninh Bình mới sau sáp nhập Hà Nam, Ninh Bình và Nam Định |                                   |